# Elaphoglossum discolor
Elaphoglossum discolor là một loài thực vật có mạch trong họ Lomariopsidaceae. Loài này được (Kuhn) C. Chr. mô tả khoa học đầu tiên năm 1905.